# Alexander Louis London
Alexander Louis ("Lou") London (Nairóbi, África Oriental Britânica (atualmente Quênia), 31 de agosto de 1913 – 19 de março de 2008) foi um engenheiro mecânico estadunidense, professor de engenharia mecânica da Universidade Stanford.
London foi eleito membro da Academia Nacional de Engenharia dos Estados Unidos "por contribuições à teoria e aplicações de trocadores de calor compactos, especialmente na área de turbina a gás." A Academia Nacional de Engenharia dos Estados Unidos chamou London "um dos especialistas mais conhecidos do mundo no projeto, performance e análise de equipamentos de transmissão de calor". A Universidade Stanford o chamou "engenheiro especialista sobre transmissão de calor".
London recebeu o Prêmio R. Tom Sawyer da Gas Turbine Division da Sociedade dos Engenheiros Mecânicos dos Estados Unidos (American Society of Mechanical Engineers - ASME), o James Harry Potter Gold Metal, e o Prêmio Memorial Max Jacob.